# Anurognathidae
Anurognathidae (il cui nome significa "fauci da senza coda") è una famiglia di pterosauri vissuti dal Giurassico medio al Cretaceo inferiore, circa 164-125 milioni di anni fa (Calloviano-Aptiano), i cui resti fossili sono stati ritrovati in Europa, Asia e forse anche in Nord America.

## Descrizione
Questi pterosauri sono caratterizzati soprattutto dalle loro ridotte dimensioni, da cranio e collo corti e dalla coda ridotta se non assente. Si conoscono ben quattro generi certi: Anurognathus, dal Giurassico superiore della Germania, Jeholopterus, dal Giurassico medio-superiore della Cina, Dendrorhynchoides, dal Giurassico medio della Cina e Batrachognathus, dal Giurassico superiore del Kazakistan.
Bennett (2007) ha affermato che l'olotipo di Mesadactylus, BYU 2024, un sinsacro, appartiene ad un anurognathide. Il Mesadactylus risale al Giurassico superiore della Formazione Morrison degli Stati Uniti. Sono stati riportati anche resti indefiniti di anurognatidi provenienti dal Giurassico medio di Bakhar Svita, in Mongolia. Un ulteriore fossile di anurognatide è stato ritrovato in rocce sedimentarie vicino alla città di Sinuiju, nella Corea del Nord, e risalenti al Cretaceo inferiore, fornendo la prima prova di anurognatidi risalenti al Cretaceo. Il ritrovamento del Vesperopterylus risalente al Cretaceo inferiore, circa 122 milioni di anni fa (Aptiano), ha confermato la presenza di generi anche nel Cretaceo.

### Tegumento

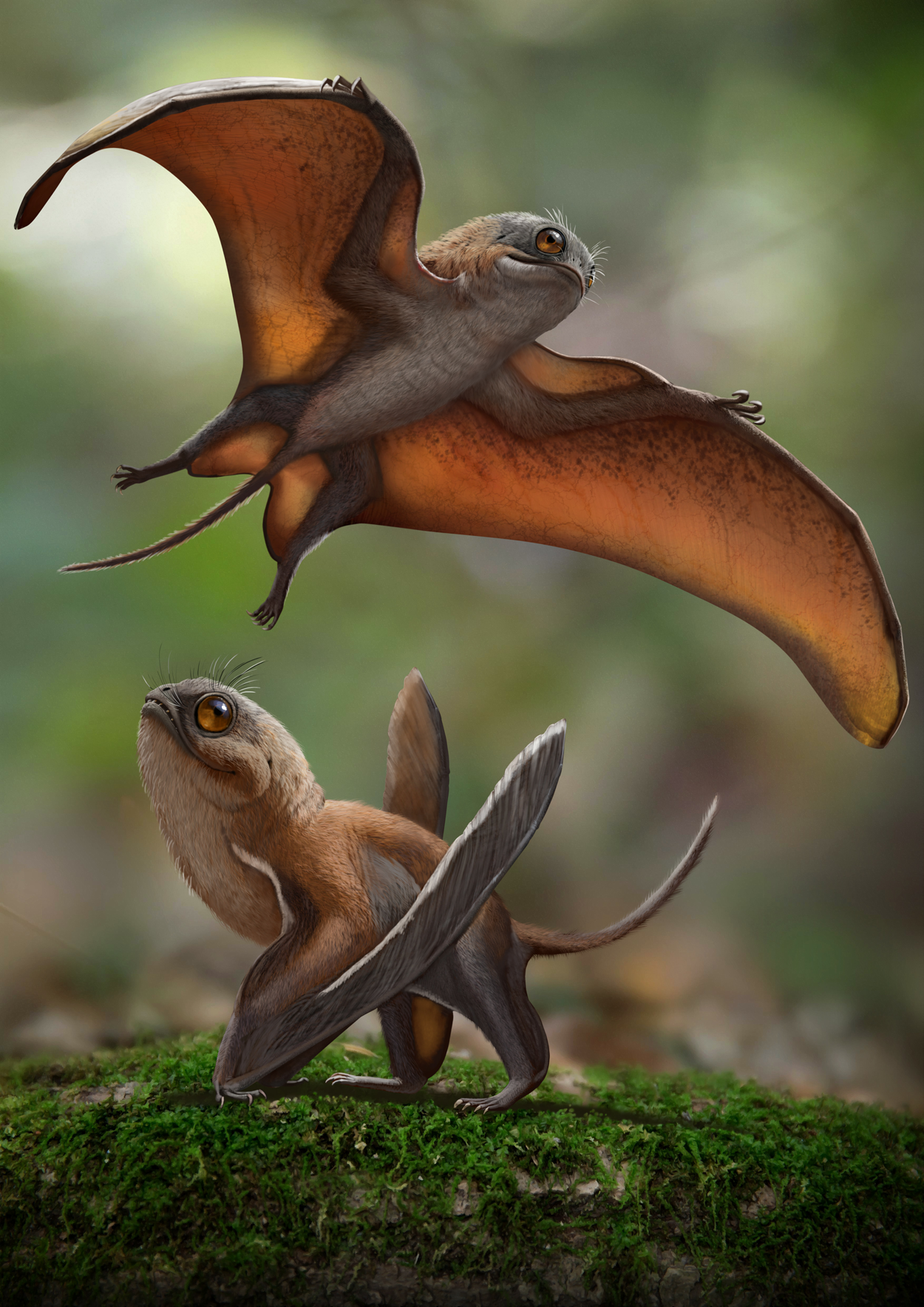
Ricostruzione di Sinomacrops

Nel 2018, Yang et al. descrissero due esemplari di anurognatidi, NJU-57003 e CAGS-Z070, appartenenti rispettivamente a Cascocauda e ad un anurognathide non identificato (forse appartenente al genere Jeholopterus o Dendrorhynchoides) risalenti all'inizio del Giurassico superiore, circa 160 milioni di anni fa, e provenienti dalla Formazione Tiaojishan. I due esemplari sono quasi completi e squisitamente conservati. In particolare, il corpo di questi esemplari risulta ricoperto da almeno 4 tipi di strutture tegumentarie: il tipo più semplice di picnofibre, come osservato in altri esemplari di pterosauri, sono filamenti cavi che somigliano superficialmente a capelli o peli. Questo primo tipo è stato ritrovato intorno alla testa, collo, torso, e arti, e i filamenti raggiungono una lunghezza di 3-13 millimetri (1/8-1/2 pollici). Il secondo tipo di picnofibre possiede anch'esso un filamento centrale cavo assieme a filamenti multipli, che si irradiano dall'apice del filamento centrale comune assieme a ciuffi di lunghi filamenti uniti in una base comune, ritrovati su collo, braccia, piedi e coda. Il terzo tipo di picnofibre assomiglia al secondo, con una lunga setola che si estende dagli altri filamenti. Questo tipo di filamento è stato ritrovato solo intorno alla bocca e potrebbe aver aiutato l'animale a catturare insetti, come le piume presenti in alcuni uccelli insettivori, come i succiacapre. Il quarto tipo di picnofibre è composto da ciuffi morbidi che somigliano al piumino degli uccelli, e sono stati ritrovati sulle ali. All'interno dei filamenti di uno degli esemplari sono stati individuati dei melanosomi, insieme ad un pigmento chiamato feomelanina, che avrebbe dato alle picnofibre dell'animale un colore marrone-rossastro.
Successivamente tale studio è stato oggetto di critica di parte della comunità scientifica, in particolare è sotto esame la mancanza della presenza di actinofibrille già riscontrate sulle membrane alari di molti altri pterosauri . Ciò potrebbe indicare che l'esame al microscopio, basato sulla presenza ed osservazione di strutture cheratinose (la cheratina è componente essenziale tanto delle actinofibrille che della picnofibra), avrebbe confuso le comuni actinofibrille con la presunta picnofibra di quarto tipo. Inoltre il noto ed autorevole esperto di pterosauri, Christopher Bennett, ha smorzato la similitudine tra queste nuove setole sfilacciate e scomposte di picnofibra, e il ben più evoluto e definito tegumento di proto-piuma o piuma, riscontrato in alcuni dinosauri coelurosauri ed uccelli .

## Classificazione
La famiglia Anurognathidae fu denominata nel 1928 da Franz Nopcsa von Felső-Szilvás come sottofamiglia Anurognathinae, con Anurognathus come genere tipo. Il nome Anurognathidae, a livello di famiglia, è stato utilizzato per la prima volta da Oskar Kuhn nel 1967. Sia Alexander Kellner sia David Unwin nel 2003, hanno definito il gruppo come un clade che comprendeva l'ultimo antenato comune di Anurognathus e Batrachognathus e tutti i suoi discendenti.
La filogenesi di Anurognathidae è piuttosto incerta. Alcune analisi, come quelle di Kellner, li collocano in una posizione piuttosto basale nell'ordine degli pterosauri. Tuttavia, essi presentano alcune caratteristiche in comune con gli pterodattiloidi più evoluti, come le ossa della coda corte e fuse tra loro. Nel 2010, un'analisi di Brian Andres ha indicato Anurognathidae come il sister taxon di Pterodactyloidea. Questo si adatta meglio al record fossile perché non sono noti anurognatidi primitivi che richiederebbero una linea fantasma di oltre sessanta milioni di anni.

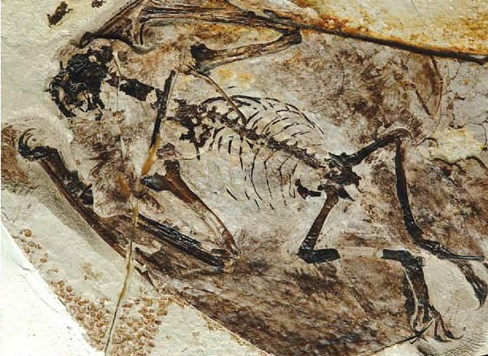
Esemplare fossile di Jeholopterus, mostrante le impressioni di picnofibre sul corpo

Nella descrizione di Sinomacrops, nel 2021, Wei e colleghi hanno creato un cladogramma che comprende l'intera famiglia Anurognathidae. Di seguito è riportato il cladogramma che rappresenta la loro analisi filogenetica:
|  | Sinomacrops bondei     |
|  |                        |
|  | Batrachognathus volans |
|  |                        |

|  | Jeholopterus ningchengensis                                                           |
|  |                                                                                       |
|  | \| \| Anurognathus ammoni \| \| \| \| \| \| Vesperopterylus lamadongensis \| \| \| \| |
|  |                                                                                       |
|  | Anurognathus ammoni                                                                   |
|  |                                                                                       |
|  | Vesperopterylus lamadongensis                                                         |
|  |                                                                                       |

|  | Anurognathus ammoni           |
|  |                               |
|  | Vesperopterylus lamadongensis |
|  |                               |

|  | Jeholopterus ningchengensis                                                           |
|  |                                                                                       |
|  | \| \| Anurognathus ammoni \| \| \| \| \| \| Vesperopterylus lamadongensis \| \| \| \| |
|  |                                                                                       |
|  | Anurognathus ammoni                                                                   |
|  |                                                                                       |
|  | Vesperopterylus lamadongensis                                                         |
|  |                                                                                       |

|  | Anurognathus ammoni           |
|  |                               |
|  | Vesperopterylus lamadongensis |
|  |                               |

|  | Jeholopterus ningchengensis                                                           |
|  |                                                                                       |
|  | \| \| Anurognathus ammoni \| \| \| \| \| \| Vesperopterylus lamadongensis \| \| \| \| |
|  |                                                                                       |
|  | Anurognathus ammoni                                                                   |
|  |                                                                                       |
|  | Vesperopterylus lamadongensis                                                         |
|  |                                                                                       |

|  | Anurognathus ammoni           |
|  |                               |
|  | Vesperopterylus lamadongensis |
|  |                               |

|  | Jeholopterus ningchengensis                                                           |
|  |                                                                                       |
|  | \| \| Anurognathus ammoni \| \| \| \| \| \| Vesperopterylus lamadongensis \| \| \| \| |
|  |                                                                                       |
|  | Anurognathus ammoni                                                                   |
|  |                                                                                       |
|  | Vesperopterylus lamadongensis                                                         |
|  |                                                                                       |

|  | Anurognathus ammoni           |
|  |                               |
|  | Vesperopterylus lamadongensis |
|  |                               |

|  | Sinomacrops bondei     |
|  |                        |
|  | Batrachognathus volans |
|  |                        |

|  | Jeholopterus ningchengensis                                                           |
|  |                                                                                       |
|  | \| \| Anurognathus ammoni \| \| \| \| \| \| Vesperopterylus lamadongensis \| \| \| \| |
|  |                                                                                       |
|  | Anurognathus ammoni                                                                   |
|  |                                                                                       |
|  | Vesperopterylus lamadongensis                                                         |
|  |                                                                                       |

|  | Anurognathus ammoni           |
|  |                               |
|  | Vesperopterylus lamadongensis |
|  |                               |

|  | Jeholopterus ningchengensis                                                           |
|  |                                                                                       |
|  | \| \| Anurognathus ammoni \| \| \| \| \| \| Vesperopterylus lamadongensis \| \| \| \| |
|  |                                                                                       |
|  | Anurognathus ammoni                                                                   |
|  |                                                                                       |
|  | Vesperopterylus lamadongensis                                                         |
|  |                                                                                       |

|  | Anurognathus ammoni           |
|  |                               |
|  | Vesperopterylus lamadongensis |
|  |                               |

|  | Jeholopterus ningchengensis                                                           |
|  |                                                                                       |
|  | \| \| Anurognathus ammoni \| \| \| \| \| \| Vesperopterylus lamadongensis \| \| \| \| |
|  |                                                                                       |
|  | Anurognathus ammoni                                                                   |
|  |                                                                                       |
|  | Vesperopterylus lamadongensis                                                         |
|  |                                                                                       |

|  | Anurognathus ammoni           |
|  |                               |
|  | Vesperopterylus lamadongensis |
|  |                               |

|  | Jeholopterus ningchengensis                                                           |
|  |                                                                                       |
|  | \| \| Anurognathus ammoni \| \| \| \| \| \| Vesperopterylus lamadongensis \| \| \| \| |
|  |                                                                                       |
|  | Anurognathus ammoni                                                                   |
|  |                                                                                       |
|  | Vesperopterylus lamadongensis                                                         |
|  |                                                                                       |

|  | Anurognathus ammoni           |
|  |                               |
|  | Vesperopterylus lamadongensis |
|  |                               |

|  | Sinomacrops bondei     |
|  |                        |
|  | Batrachognathus volans |
|  |                        |

|  | Jeholopterus ningchengensis                                                           |
|  |                                                                                       |
|  | \| \| Anurognathus ammoni \| \| \| \| \| \| Vesperopterylus lamadongensis \| \| \| \| |
|  |                                                                                       |
|  | Anurognathus ammoni                                                                   |
|  |                                                                                       |
|  | Vesperopterylus lamadongensis                                                         |
|  |                                                                                       |

|  | Anurognathus ammoni           |
|  |                               |
|  | Vesperopterylus lamadongensis |
|  |                               |

|  | Jeholopterus ningchengensis                                                           |
|  |                                                                                       |
|  | \| \| Anurognathus ammoni \| \| \| \| \| \| Vesperopterylus lamadongensis \| \| \| \| |
|  |                                                                                       |
|  | Anurognathus ammoni                                                                   |
|  |                                                                                       |
|  | Vesperopterylus lamadongensis                                                         |
|  |                                                                                       |

|  | Anurognathus ammoni           |
|  |                               |
|  | Vesperopterylus lamadongensis |
|  |                               |

|  | Jeholopterus ningchengensis                                                           |
|  |                                                                                       |
|  | \| \| Anurognathus ammoni \| \| \| \| \| \| Vesperopterylus lamadongensis \| \| \| \| |
|  |                                                                                       |
|  | Anurognathus ammoni                                                                   |
|  |                                                                                       |
|  | Vesperopterylus lamadongensis                                                         |
|  |                                                                                       |

|  | Anurognathus ammoni           |
|  |                               |
|  | Vesperopterylus lamadongensis |
|  |                               |

|  | Jeholopterus ningchengensis                                                           |
|  |                                                                                       |
|  | \| \| Anurognathus ammoni \| \| \| \| \| \| Vesperopterylus lamadongensis \| \| \| \| |
|  |                                                                                       |
|  | Anurognathus ammoni                                                                   |
|  |                                                                                       |
|  | Vesperopterylus lamadongensis                                                         |
|  |                                                                                       |

|  | Anurognathus ammoni           |
|  |                               |
|  | Vesperopterylus lamadongensis |
|  |                               |

|  | Sinomacrops bondei     |
|  |                        |
|  | Batrachognathus volans |
|  |                        |

|  | Jeholopterus ningchengensis                                                           |
|  |                                                                                       |
|  | \| \| Anurognathus ammoni \| \| \| \| \| \| Vesperopterylus lamadongensis \| \| \| \| |
|  |                                                                                       |
|  | Anurognathus ammoni                                                                   |
|  |                                                                                       |
|  | Vesperopterylus lamadongensis                                                         |
|  |                                                                                       |

|  | Anurognathus ammoni           |
|  |                               |
|  | Vesperopterylus lamadongensis |
|  |                               |

|  | Jeholopterus ningchengensis                                                           |
|  |                                                                                       |
|  | \| \| Anurognathus ammoni \| \| \| \| \| \| Vesperopterylus lamadongensis \| \| \| \| |
|  |                                                                                       |
|  | Anurognathus ammoni                                                                   |
|  |                                                                                       |
|  | Vesperopterylus lamadongensis                                                         |
|  |                                                                                       |

|  | Anurognathus ammoni           |
|  |                               |
|  | Vesperopterylus lamadongensis |
|  |                               |

|  | Jeholopterus ningchengensis                                                           |
|  |                                                                                       |
|  | \| \| Anurognathus ammoni \| \| \| \| \| \| Vesperopterylus lamadongensis \| \| \| \| |
|  |                                                                                       |
|  | Anurognathus ammoni                                                                   |
|  |                                                                                       |
|  | Vesperopterylus lamadongensis                                                         |
|  |                                                                                       |

|  | Anurognathus ammoni           |
|  |                               |
|  | Vesperopterylus lamadongensis |
|  |                               |

|  | Jeholopterus ningchengensis                                                           |
|  |                                                                                       |
|  | \| \| Anurognathus ammoni \| \| \| \| \| \| Vesperopterylus lamadongensis \| \| \| \| |
|  |                                                                                       |
|  | Anurognathus ammoni                                                                   |
|  |                                                                                       |
|  | Vesperopterylus lamadongensis                                                         |
|  |                                                                                       |

|  | Anurognathus ammoni           |
|  |                               |
|  | Vesperopterylus lamadongensis |
|  |                               |

## Paleobiologia
Gli anurognatidi sono ritenuti animali notturni o crepuscolari, simili ai pipistrelli; il fatto che molti anurognatidi avessero grandi orbite, supporta l'idea che questi animali si fossero adattati a vedere nell'oscurità. I denti degli anurognatidi suggeriscono inoltre che essi fossero insettivori, anche se alcuni di loro potrebbero aver predato anche altri animali, come ad esempio Jeholopterus, che potrebbe essere stato un piscivoro (mangiatore di pesce). Almeno alcuni, come Vesperopterylus, erano arboricoli, con artigli adatti ad afferrare i rami degli alberi.